# Sava Stefanović
Sava Stefanović (in serbo Сава Стефановић?; 19 aprile 1968) è un ex cestista jugoslavo con cittadinanza tedesca.

## Palmarès
- YUBA liga: 1

Partizan Belgrado: 1986-87